# 九眼桥水库
九眼桥水库是中国湖北省黄石市大冶市境内的一座水库，位于大冶湖流域，建于1964年。水库正常库容为260万立方米，集雨面积为55.3平方千米，海拔为35.3米。